# Filmjahr 2002
Liste der Filmjahre

◄◄ | ◄ | 1998 | 1999 | 2000 | 2001 | Filmjahr 2002 | 2003 | 2004 | 2005 | 2006 | ► | ►►

Weitere Ereignisse

## Ereignisse
- 6. Februar: In Berlin eröffnet der Film Heaven von Tom Tykwer die Internationalen Filmfestspiele.
- 24. März: Bei der Oscarverleihung erhalten mit Halle Berry und Denzel Washington erstmals zwei afroamerikanische Schauspieler den Oscar für die beste Hauptrolle. Großer Gewinner ist der Film A Beautiful Mind – Genie und Wahnsinn mit vier Academy Awards.
- 15. Mai: Uraufführung von Bowling for Columbine. Michael Moores Oscar-prämierte Dokumentation avanciert in der Folgezeit zum bis dato kommerziell erfolgreichsten Dokumentarfilm. Höhere Einspielergebnisse konnten anschließend noch die Dokumentarfilme Fahrenheit 9/11 und Die Reise der Pinguine erzielen.
- Die Sieger der Bravo Otto Leserwahl 2002:
  - Kategorie – männliche Filmstars: Gold Orlando Bloom, Silber Daniel Radcliffe, Bronze Elijah Wood
  - Kategorie – weibliche Filmstars: Jennifer Lopez, Silber Liv Tyler, Bronze Julia Roberts

## Top 10 der erfolgreichsten Filme

### In Deutschland
Die zehn erfolgreichsten Filme an den deutschen Kinokassen nach Besucherzahlen (Stand: 27. August 2011):
| Platz | Filmtitel                                       | Besucher   |
| ----- | ----------------------------------------------- | ---------- |
| 1.    | Der Herr der Ringe: Die zwei Türme              | 10.692.798 |
| 2.    | Harry Potter und die Kammer des Schreckens      | 9.702.824  |
| 3.    | Ice Age                                         | 7.299.092  |
| 4.    | Star Wars: Episode II – Angriff der Klonkrieger | 5.699.678  |
| 5.    | Spider-Man                                      | 5.186.528  |
| 6.    | Men in Black II                                 | 5.147.759  |
| 7.    | Stirb an einem anderen Tag                      | 4.940.201  |
| 8.    | Ocean’s Eleven                                  | 4.429.071  |
| 9.    | Die Monster AG                                  | 3.317.980  |
| 10.   | Minority Report                                 | 2.665.747  |

### In den Vereinigten Staaten
Die zehn erfolgreichsten Filme an den US-amerikanischen Kinokassen nach Einspielergebnis in US-Dollar (Stand: 27. August 2011):
| Platz | Filmtitel                                       | Einnahmen     |
| ----- | ----------------------------------------------- | ------------- |
| 1.    | Spider-Man                                      | $ 403.706.375 |
| 2.    | Der Herr der Ringe: Die zwei Türme              | $ 339.789.881 |
| 3.    | Star Wars: Episode II – Angriff der Klonkrieger | $ 302.191.252 |
| 4.    | Harry Potter und die Kammer des Schreckens      | $ 261.988.482 |
| 5.    | My Big Fat Greek Wedding                        | $ 241.438.208 |
| 6.    | Signs – Zeichen                                 | $ 227.966.634 |
| 7.    | Austin Powers in Goldständer                    | $ 213.307.889 |
| 8.    | Men in Black II                                 | $ 190.418.803 |
| 9.    | Ice Age                                         | $ 176.387.405 |
| 10.   | Chicago                                         | $ 170.687.518 |

### Weltweit
Die zehn weltweit erfolgreichsten Filme nach Einspielergebnis in US-Dollar (Stand: 27. August 2011):
| Platz | Filmtitel                                       | Einnahmen     |
| ----- | ----------------------------------------------- | ------------- |
| 1.    | Der Herr der Ringe: Die zwei Türme              | $ 925.282.504 |
| 2.    | Harry Potter und die Kammer des Schreckens      | $ 878.979.634 |
| 3.    | Spider-Man                                      | $ 821.708.551 |
| 4.    | Star Wars: Episode II – Angriff der Klonkrieger | $ 649.398.328 |
| 5.    | Men in Black II                                 | $ 441.818.803 |
| 6.    | Stirb an einem anderen Tag                      | $ 431.971.116 |
| 7.    | Signs – Zeichen                                 | $ 408.247.917 |
| 8.    | Ice Age                                         | $ 383.257.136 |
| 9.    | My Big Fat Greek Wedding                        | $ 368.744.044 |
| 10.   | Minority Report                                 | $ 358.372.926 |

## Filmpreise

### Berlinale
- Bester Film: Sen To Chihiro No Kamikakushi (Regie: Hayao Miyazaki, Japan) und Bloody Sunday (Regie: Paul Greengrass, GB, Irland)
- Großer Preis der Jury: Halbe Treppe (Regie: Andreas Dresen, Deutschland)
- Beste Regie: Otar Iosseliani für Montag Morgen (Frankreich, Italien)
- Bester Hauptdarsteller: Jacques Gamblin für Der Passierschein (Regie: Bertrand Tavernier, Frankreich, Deutschland, Italien)
- Beste Hauptdarstellerin: Halle Berry für Monster’s Ball (Regie: Marc Forster, USA, Kanada)

Vollständige Liste der Preisträger

### Cannes
- Goldene Palme: Der Pianist (Regie: Roman Polański, Frankreich)
- Großer Preis der Jury: Der Mann ohne Vergangenheit (Regie: Aki Kaurismäki, Finnland)
- Beste Regie: Im Rausch der Farben und der Liebe (Regie: Im Kwon-taek, Südkorea)
- Bester Hauptdarsteller: Olivier Gourmet für Der Sohn (Regie: Jean-Pierre und Luc Dardenne, Belgien)
- Beste Hauptdarstellerin: Kati Outinen für Der Mann ohne Vergangenheit

Vollständige Liste der Preisträger

### Venedig
- Goldener Löwe: Die unbarmherzigen Schwestern (Regie: Peter Mullan, GB)
- Großer Spezialpreis der Jury: Das Irrenhaus (Regie: Andrei Konchalovsky, Russland, Frankreich)
- Bester Hauptdarsteller: Stefano Accorsi für Un Viaggio chiamato amore (Regie: Michele Placido, Italien)
- Beste Hauptdarstellerin: Julianne Moore für Dem Himmel so fern (Regie: Todd Haynes, Frankreich, USA)

Vollständige Liste der Preisträger

### Europäischer Filmpreis
- Bester Film: Sprich mit ihr (Regie: Pedro Almodóvar, Spanien)
- Bester Regisseur: Pedro Almodóvar für Sprich mit ihr
- Bester Hauptdarsteller: Sergio Castellitto für Bella Martha (Regie: Sandra Nettelbeck, Deutschland, Italien)
- Beste Hauptdarstellerin: Catherine Deneuve, Isabelle Huppert, Emmanuelle Béart, Fanny Ardant, Virginie Ledoyen, Danielle Darrieux, Ludivine Sagnier und Firmine Richard für 8 Frauen (Regie: François Ozon, Frankreich, Italien)

Vollständige Liste der Preisträger

### Oscar
- Bester Film: A Beautiful Mind – Genie und Wahnsinn (Regie: Ron Howard, USA)
- Bester Regisseur: Ron Howard für A Beautiful Mind – Genie und Wahnsinn
- Bester Hauptdarsteller: Denzel Washington für Training Day (Regie: Antoine Fuqua, USA)
- Beste Hauptdarstellerin: Halle Berry für Monster’s Ball (Regie: Marc Forster, USA, Kanada)
- Bester fremdsprachiger Film: Nikogarsnja zemlja (Regie: Danis Tanovic, Bosnien und Herzegowina)

Vollständige Liste der Preisträger

### Golden Globe Awards
- Bester Film (Drama): A Beautiful Mind – Genie und Wahnsinn
- Bester Film (Komödie/Musical): Moulin Rouge!
- Bester Regisseur: Robert Altman für Gosford Park
- Beste Hauptdarstellerin (Drama): Sissy Spacek für In the Bedroom
- Beste Hauptdarstellerin (Komödie/Musical): Nicole Kidman für Moulin Rouge!
- Bester Hauptdarsteller (Drama): Russell Crowe für A Beautiful Mind – Genie und Wahnsinn
- Bester Hauptdarsteller (Komödie/Musical): Gene Hackman für Die Royal Tenenbaums
- Beste Nebendarstellerin: Jennifer Connelly für A Beautiful Mind – Genie und Wahnsinn
- Bester Nebendarsteller: Jim Broadbent für Iris
- Bester ausländischer Film: No Man’s Land (Regie: Danis Tanović)

Vollständige Liste der Preisträger

### Deutscher Filmpreis
- Bester Film: Nirgendwo in Afrika (Regie: Caroline Link, Deutschland)
- Bester Regisseur: Caroline Link für Nirgendwo in Afrika
- Bester Hauptdarsteller: Daniel Brühl für Nichts bereuen (Regie: Benjamin Quabeck, Deutschland)
- Beste Hauptdarstellerin: Martina Gedeck für Bella Martha (Regie: Sandra Nettelbeck, Deutschland, Italien)

Vollständige Liste der Preisträger

### César
- Bester Film: Die fabelhafte Welt der Amélie (Regie: Jean-Pierre Jeunet, Deutschland, Frankreich)
- Bester Regisseur: Jean-Pierre Jeunet für Die fabelhafte Welt der Amélie
- Bester Hauptdarsteller: Michel Bouquet für Vater töten! (Regie: Anne Fontaine, Frankreich, Spanien)
- Beste Hauptdarstellerin: Emmanuelle Devos für Lippenbekenntnisse (Regie: Jacques Audiard, Frankreich)
- Bester ausländischer Film: Mulholland Drive – Straße der Finsternis von David Lynch

Vollständige Liste der Preisträger

### British Academy Film Award
- Bester Film: Der Herr der Ringe: Die Gefährten (Regie: Peter Jackson, Neuseeland, USA)
- Beste Regie: Peter Jackson für Der Herr der Ringe: Die Gefährten
- Bester Hauptdarsteller: Russell Crowe für A Beautiful Mind (Regie: Ron Howard, USA)
- Beste Hauptdarstellerin: Judi Dench für Iris (Regie: Richard Eyre, GB, USA)
- Bester nicht-englischsprachiger Film: Amores Perros von Alejandro González Iñárritu

Vollständige Liste der Preisträger

### Bayerischer Filmpreis
Die Verleihung des Bayerischen Filmpreises 2001 fand am 18. Januar 2002 statt.
- Beste Produktion: Nirgendwo in Afrika und Der Felsen
- Beste Darstellerin: Karoline Eichhorn in Der Felsen
- Bester Darsteller: Ulrich Noethen in Das Sams
- Bester Nachwuchsdarsteller: Daniel Brühl in Das weisse Rauschen, Nichts bereuen und Vaya con Dios
- Beste Nachwuchsdarstellerin: Chiara Schoras in Vaya con Dios
- Beste Regie: Peter Sehr für Love the Hard Way
- Ehrenpreis: Hardy Krüger

### Sundance
- Großer Preis der Jury: Personal Velocity (Regie: Rebecca Miller, USA)
- Beste Regie (Spielfilm): Gary Winick für Alle lieben Oscar
- Beste Regie (Dokumentarfilm): Rob Fruchtman und Rebecca Cammisa für Sister Helen

Vollständige Liste der Preisträger

### New York Film Critics Circle Award
- Bester Film: Dem Himmel so fern von Todd Haynes
- Beste Regie: Todd Haynes für Dem Himmel so fern
- Bester Hauptdarsteller: Daniel Day-Lewis in Gangs of New York
- Beste Hauptdarstellerin: Diane Lane in Untreu
- Bester Nebendarsteller: Dennis Quaid in Dem Himmel so fern
- Beste Nebendarstellerin: Patricia Clarkson in Dem Himmel so fern
- Beste Kamera: Edward Lachman für Dem Himmel so fern
- Bester ausländischer Film: Y Tu Mamá También – Lust for Life von Alfonso Cuarón

### National Board of Review
- Bester Film: The Hours – Von Ewigkeit zu Ewigkeit von Stephen Daldry
- Beste Regie: Phillip Noyce für Der stille Amerikaner und Long Walk Home
- Bester Hauptdarsteller: Campbell Scott in Sex für Anfänger
- Beste Hauptdarstellerin: Julianne Moore in Dem Himmel so fern
- Bester Nebendarsteller: Chris Cooper in Adaption.
- Beste Nebendarstellerin: Kathy Bates in About Schmidt
- Bestes Schauspielensemble: Nicholas Nickleby von Douglas McGrath
- Bester fremdsprachiger Film: Sprich mit ihr von Pedro Almodóvar

### Los Angeles Film Critics AssociationAwards
- Bester Film: About Schmidt von Alexander Payne
- Beste Regie: Pedro Almodóvar für Sprich mit ihr
- Bester Hauptdarsteller: Jack Nicholson in About Schmidt und Daniel Day-Lewis in Gangs of New York
- Beste Hauptdarstellerin: Julianne Moore in Dem Himmel so fern und The Hours – Von Ewigkeit zu Ewigkeit
- Bester Nebendarsteller: Chris Cooper in Adaption.
- Beste Nebendarstellerin: Edie Falco in Land des Sonnenscheins – Sunshine State
- Bester fremdsprachiger Film: Y Tu Mamá También – Lust for Life von Alfonso Cuarón

### Jupiter
- Bester Film international: Shrek – Der tollkühne Held von Andrew Adamson
- Bester deutscher Film: Der Schuh des Manitu von Michael Herbig
- Bester Regisseur international: Ridley Scott für Hannibal
- Bester deutscher Regisseur: Oliver Hirschbiegel für Das Experiment
- Bester Darsteller international: Tom Hanks in Cast Away – Verschollen
- Bester deutscher Darsteller: Moritz Bleibtreu in Das Experiment
- Beste Darstellerin international: Julia Roberts in The Mexican
- Beste deutsche Darstellerin: Marie Bäumer in Der Schuh des Manitu

### Weitere Filmpreise und Auszeichnungen
- AFI Life Achievement Award: Tom Hanks
- Amanda: Alles über meinen Vater (Alt om min far) von Even Benestad (Bester norwegischer Film), Die fabelhafte Welt der Amélie von Jean-Pierre Jeunet
- American Society of Cinematographers Award: Conrad L. Hall für Road to Perdition
- Australian Film Institute Award: Long Walk Home von Phillip Noyce (Bester australischer Film), Der Herr der Ringe: Die Gefährten von Peter Jackson (Bester ausländischer Film)
- Bodil: Kira von Ole Christian Madsen
- Böhmischer Löwe: Das Jahr des Teufels von Petr Zelenka
- British Independent Film Awards: Sweet Sixteen (Bester britischer Film) und Monsoon Wedding (Bester ausländischer Film)
- Brussels International Fantastic Film Festival: Dog Soldiers von Neil Marshall
- Chlotrudis Awards: In the Mood for Love von Wong Kar-Wai und Mulholland Drive – Straße der Finsternis von David Lynch
- David di Donatello: Der Medici-Krieger (Bester italienischer Film) und The Man Who Wasn’t There (Bester ausländischer Film)
- Deutscher Kritikerpreis: Berlin is in Germany von Hannes Stöhr und Artur Brauner (Ehrenpreis)
- Directors Guild of America Award: Ron Howard für  Beautiful Mind – Genie und Wahnsinn, Delbert Mann (Lebenswerk)
- Ernst-Lubitsch-Preis: Christiane Hörbiger für Die Gottesanbeterin
- Evening Standard British Film Award: Gosford Park von Robert Altman
- Filmpreis des Nordischen Rates: Der Mann ohne Vergangenheit von Aki Kaurismäki
- Genie Award: Atanarjuat – Die Legende vom schnellen Läufer von Zacharias Kunuk
- Gilde-Filmpreis: Die fabelhafte Welt der Amélie von Jean-Pierre Jeunet (Gold ausländischer Film), Heaven von Tom Tykwer (Gold deutscher Film), Das Zimmer meines Sohnes von Nanni Moretti (Silber ausländischer Film), Nirgendwo in Afrika von Caroline Link (Silber deutscher Film)
- GoEast: Tereska von Robert Gliński
- Goldener Frosch: Krzysztof Ptak für Edi und Conrad L. Hall für Road to Perdition
- Goldener Leopard: Das Verlangen von Iain Dilthey
- Goya 2002: The Others von Alejandro Amenábar
- Hong Kong Film Awards: Shaolin Kickers von Stephen Chow
- Independent Spirit Awards 2002: Memento von Christopher Nolan (Bester Film) und Die fabelhafte Welt der Amélie von Jean-Pierre Jeunet (Bester ausländischer Film)
- Internationales Filmfestival Karlovy Vary: Das Jahr des Teufels von Petr Zelenka
- Louis-Delluc-Preis: Sein und Haben von Nicolas Philibert
- MTV Movie Awards: Der Herr der Ringe: Die Gefährten von Peter Jackson
- Internationales Filmfestival Moskau: Die Auferstehung von Paolo und Vittorio Taviani
- Nastro d’Argento: L’ora di religione (Il sorriso di mia madre) von Marco Bellocchio und Gosford Park von Robert Altman
- National Society of Film Critics Award: Mulholland Drive – Straße der Finsternis von David Lynch
- People’s Choice Award: Shrek – Der tollkühne Held von Andrew Adamson und Vicky Jenson (Populärster Film), Tom Hanks (Populärster Schauspieler), Julia Roberts (Populärste Schauspielerin)
- Political Film Society Award für Demokratie: Y Tu Mamá También – Lust for Life von Alfonso Cuarón
- Political Film Society Award für Frieden: Der stille Amerikaner von Phillip Noyce
- Political Film Society Award für Menschenrechte: Ararat von Atom Egoyan
- Polnischer Filmpreis: Tereska von Robert Gliński
- Preis der deutschen Filmkritik: Halbe Treppe von Andreas Dresen
- Prix Lumières: Die fabelhafte Welt der Amélie von Jean-Pierre Jeunet
- Robert: Kira von Ole Christian Madsen (Bester dänischer Film), Moulin Rouge! von Baz Luhrmann (Bester ausländischer Film ohne USA), Der Herr der Ringe: Die Gefährten von Peter Jackson (Bester US-amerikanischer Film)
- Festival Internacional de Cine de Donostia-San Sebastián: Montags in der Sonne von Fernando León de Aranoa (Goldene Muschel)
- Satellite Awards: Dem Himmel so fern (Bester Film/Drama) und My Big Fat Greek Wedding – Hochzeit auf griechisch (Bester Film/Komödie-Musical)
- Schweizer Filmpreis: Utopia Blues von Stefan Haupt
- Screen Actors Guild Awards: Russell Crowe für A Beautiful Mind – Genie und Wahnsinn und Halle Berry für Monster’s Ball; Preis für das Lebenswerk: Ed Asner
- Tokyo Sakura Grand Prix: Broken Wings von Nir Bergman
- Toronto International Film Festival: Whale Rider von Niki Caro (Publikumspreis)
- Vancouver International Film Festival: Bowling for Columbine von Michael Moore
- Internationales Filmfestival Warschau: Elling von Petter Næss (Publikumspreis)
- Writers Guild of America Award: Gosford Park von Julian Fellowes (Bestes Originaldrehbuch), A Beautiful Mind – Genie und Wahnsinn von Akiva Goldsman (Bestes adaptiertes Drehbuch)

## Geburtstage
- 05. Februar: Davis Cleveland, US-amerikanischer Schauspieler

- 02. April: Emma Myers, US-amerikanische Schauspielerin
- 16. April: Sadie Sink, US-amerikanische Schauspielerin

- 05. Juni: Enzo Gaier, österreichischer Schauspieler
- 05. Juni: Amélie Hoeferle, deutsche Schauspielerin
- 25. Juni: Mason Vale Cotton, US-amerikanischer Kinderdarsteller

- 10. Juli: Lucy Ella von Scheele, deutsche Schauspielerin

- 08. September: Gaten Matarazzo, US-amerikanischer Schauspieler
- 27. September: Jenna Ortega, US-amerikanische Schauspielerin

- 23. Oktober: Shin Eun-soo, südkoreanische Schauspielerin
- 23. Oktober: Tabea Hug, deutsche Schauspielerin
- 26. Oktober: Emma Schweiger, deutsch-amerikanische Schauspielerin
- 30. Oktober: Lilly Liefers, deutsche Schauspielerin

- 06. November: Mya-Lecia Naylor, britische Schauspielerin († 2019)

- 23. Dezember: Finn Wolfhard, kanadischer Schauspieler

### Tag unbekannt
- Emma Preisendanz, deutsche Schauspielerin

## Verstorbene

### Januar bis März
Januar

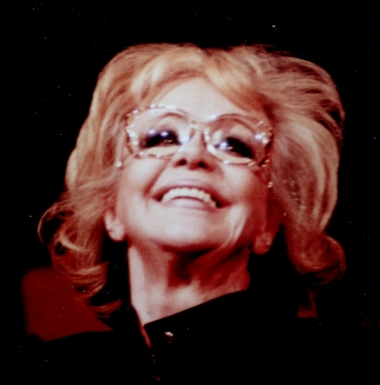
Hildegard Knef (1925–2002)

- 01. Januar: Matthias Fuchs, deutscher Schauspieler (* 1939)
- 01. Januar: Benjamin W. S. Lum, US-amerikanischer Schauspieler (* 1953)
- 02. Januar: Riki Kalbe, deutsche Fotografin und Dokumentarfilmerin (* 1941)
- 11. Januar: Henri Verneuil, französischer Regisseur (* 1920)
- 12. Januar: Ernest Pintoff, US-amerikanischer Regisseur, Produzent und Drehbuchautor (* 1931)
- 13. Januar: Ted Demme, US-amerikanischer Regisseur (* 1963)
- 21. Januar: Peggy Lee, US-amerikanische Schauspielerin (* 1920)
- 29. Januar: Harold Russell, US-amerikanischer Schauspieler (* 1914)

Februar
- 01. Februar: Hildegard Knef, deutsche Schauspielerin (* 1925)
- 01. Februar: Irish McCalla, US-amerikanische Schauspielerin (* 1928)
- 04. Februar: Inge Konradi, österreichische Filmschauspielerin, Kammerschauspielerin und Theaterschauspielerin (* 1924)
- 04. Februar: George Nader, US-amerikanischer Schauspieler (* 1921)
- 07. Februar: Guy Stockwell, US-amerikanischer Schauspieler (* 1933)
- 11. Februar: Ugo Fasano, italienischer Dokumentarfilmer (* 1917)
- 11. Februar: Barry Foster, britischer Schauspieler (* 1931)
- 22. Februar: Chuck Jones, US-amerikanischer Zeichentrickfilmer (* 1912)
- 22. Februar: Barbara Valentin, deutsche Schauspielerin (* 1940)
- 26. Februar: Tony Young, US-amerikanischer Schauspieler (* 1937)

März
- 10. März: Irene Worth, US-amerikanische Schauspielerin (* 1916)
- 17. März: William Witney, US-amerikanischer Regisseur (* 1915)
- 18. März: Jan Pande-Rolfsen, norwegischer Schauspieler (* 1922)
- 23. März: Enzo Barboni, italienischer Kameramann und Regisseur (* 1922)
- 23. März: Richard Sylbert, US-amerikanischer Szenenbildner (* 1928)
- 26. März: Heinz Welzel, deutscher Schauspieler (* 1911)
- 27. März: Milton Berle, US-amerikanischer Schauspieler (* 1908)
- 27. März: Dudley Moore, britischer Schauspieler (* 1935)
- 27. März: Billy Wilder, österreichisch-amerikanischer Regisseur (* 1906)
- 29. März: Henning Bahs, dänischer Drehbuchautor und Szenenbildner (* 1928)
- 31. März: Tonino Cervi, italienischer Regisseur, Produzent und Drehbuchautor (* 1929)

### April bis Juni
April
- 02. April: Jack Kruschen, kanadischer Schauspieler (* 1922)
- 03. April: Heinz Drache, deutscher Schauspieler (* 1923)
- 07. April: John Agar, US-amerikanischer Schauspieler (* 1921)
- 08. April: María Félix, mexikanische Schauspielerin (* 1914)
- 10. April: Géza Hofi, ungarischer Schauspieler (* 1936)
- 13. April: Ivan Desny, deutscher Schauspieler (* 1922)
- 16. April: Robert Urich, US-amerikanischer Schauspieler (* 1946)
- 19. April: Reginald Rose, US-amerikanischer Drehbuchautor (* 1920)
- 20. April: Vlastimil Brodský, tschechischer Schauspieler (* 1920)
- 22. April: Albrecht Becker, deutscher Szenenbildner (* 1906)
- 22. April: Linda Lovelace, US-amerikanische Pornodarstellerin (* 1949)

Mai
- 01. Mai: Ursula von Wiese, deutsch-schweizerische Schauspielerin (* 1905)
- 05. Mai: Edmondo Amati, italienischer Produzent (* 1920)
- 05. Mai: George Sidney, US-amerikanischer Regisseur (* 1916)
- 08. Mai: Tilly Lauenstein, deutsche Schauspielerin (* 1915)
- 10. Mai: Yves Robert, französischer Schauspieler (* 1920)
- 11. Mai: Bill Peet, US-amerikanischer Zeichentrickfilmzeichner und Drehbuchautor (* 1915)
- 23. Mai: Dorothy Spencer, US-amerikanische Filmeditorin (* 1909)

Juni
- 07. Juni: Signe Hasso, schwedische Schauspielerin (* 1915)
- 14. Juni: Albert Band, US-amerikanischer Regisseur und Produzent (* 1924)
- 20. Juni: Carlo Savina, italienischer Komponist (* 1919)
- 29. Juni: Rosemary Clooney, US-amerikanische Schauspielerin (* 1928)
- 29. Juni: François Périer, französischer Schauspieler (* 1919)

### Juli bis September
Juli
- 05. Juli: Katy Jurado, mexikanische Schauspielerin (* 1924)
- 06. Juli: John Frankenheimer, US-amerikanischer Regisseur (* 1930)
- 09. Juli: Rod Steiger, US-amerikanischer Schauspieler (* 1925)
- 10. Juli: Frieda Grafe, deutsche Kritikerin (* 1934)
- 23. Juli: Leo McKern, australischer Schauspieler (* 1920)
- 26. Juli: Tony Anholt, britischer Schauspieler (* 1941)
- 29. Juli: Peter Bayliss, britischer Schauspieler (* 1922)

August
- 09. August: Peter Matz, US-amerikanischer Komponist (* 1928)
- 14. August: Peter R. Hunt, britischer Filmeditor und Regisseur (* 1925)
- 27. August: Jane Tilden, österreichische Schauspielerin (* 1910)
- 30. August: J. Lee Thompson, britischer Regisseur (* 1914)
- 30. August: Horst Wendlandt, deutscher Produzent (* 1922)

September
- 03. September: Ted Ross, US-amerikanischer Schauspieler (* 1934)
- 05. September: Cliff Gorman, US-amerikanischer Schauspieler (* 1936)
- 07. September: Katrin Cartlidge, britische Schauspielerin (* 1961)
- 11. September: Kim Hunter, US-amerikanische Schauspielerin (* 1922)
- 16. September: Jamers Gregory, US-amerikanischer Schauspieler (* 1911)
- 18. September: Hazel Brooks, US-amerikanische Schauspielerin (* 1924)
- 20. September: Sergei Sergejewitsch Bodrow, russischer Schauspieler (* 1971)
- 24. September: Sergio Bergonzelli, italienischer Regisseur und Drehbuchautor (* 1924)
- 27. September: Charles Henri Ford, US-amerikanischer Dichter und Filmemacher (* 1913)

### Oktober bis Dezember
Oktober

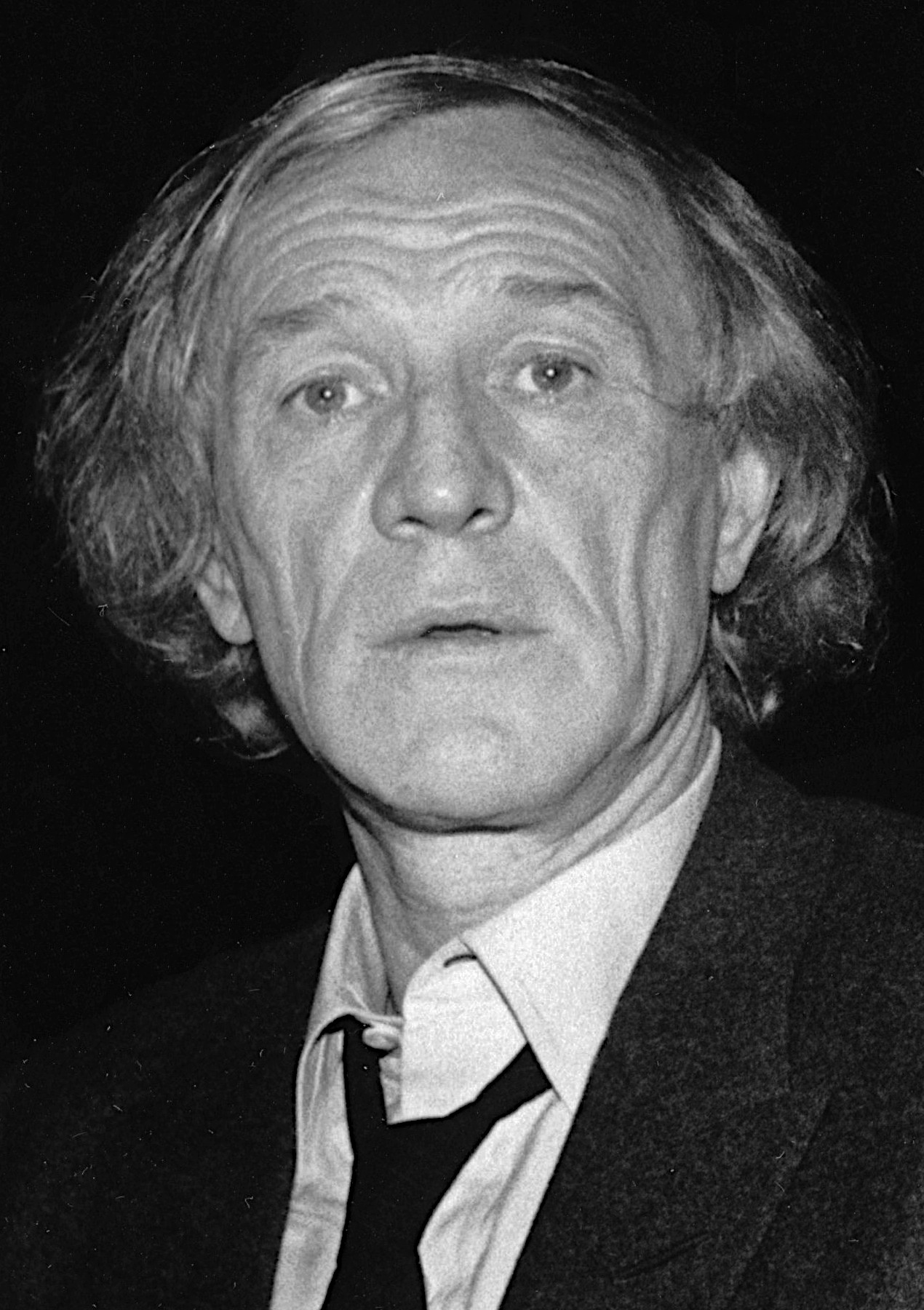
Richard Harris (1930–2002)

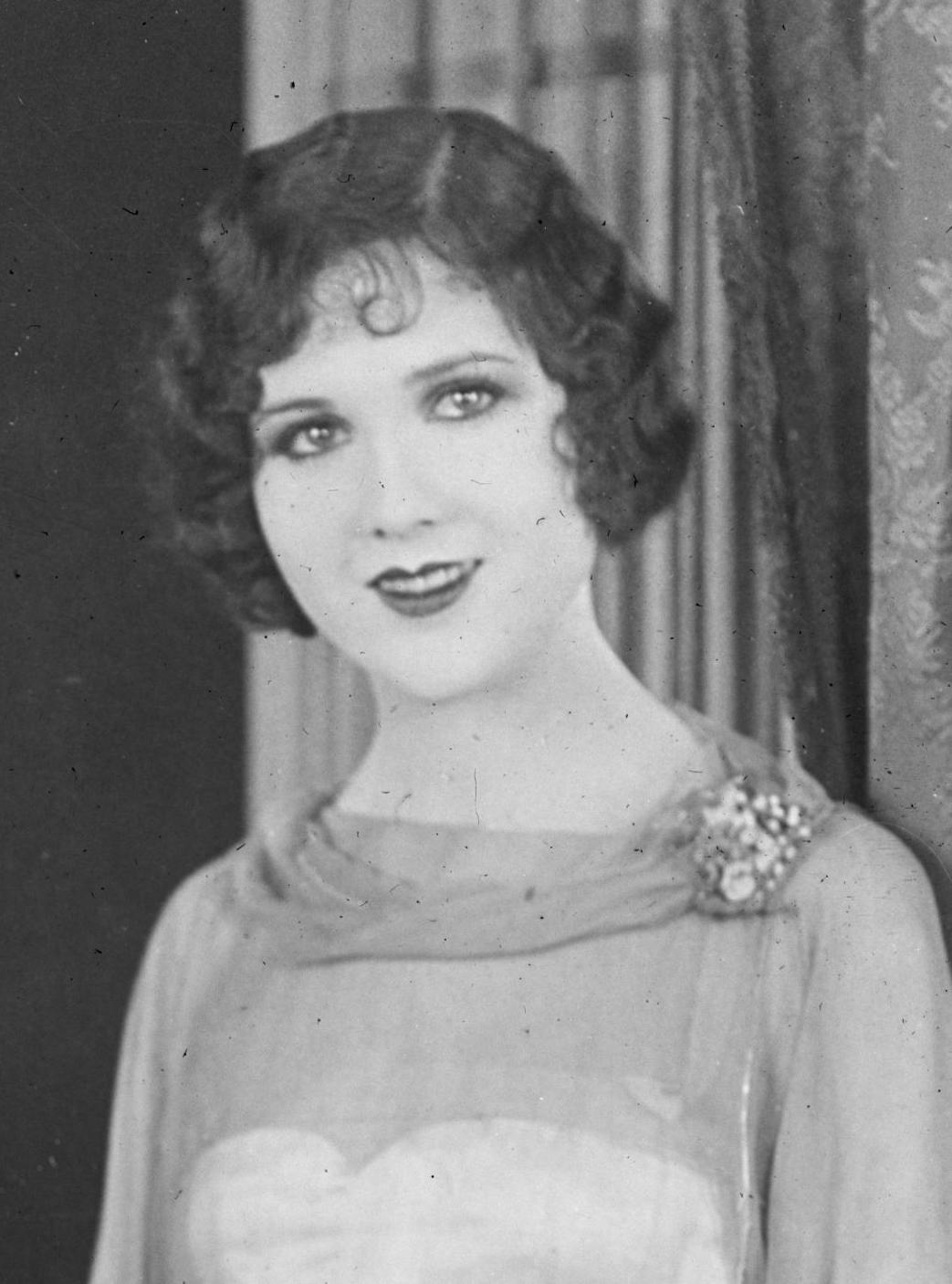
Mary Brian (1906–2002)

- 02. Oktober: Bruce Paltrow, US-amerikanischer Regisseur (* 1943)
- 04. Oktober: Buddy Lester, US-amerikanischer Schauspieler (* 1915)
- 03. Oktober: André Delvaux, belgischer Regisseur (* 1926)
- 05. Oktober: Jay R. Smith, US-amerikanischer Schauspieler (* 1915)
- 07. Oktober: Domenico Paolella, italienischer Regisseur (* 1918)
- 09. Oktober: Charles Guggenheim, US-amerikanischer Dokumentarfilmer (* 1924)
- 16. Oktober: Karl-Heinz Kreienbaum, deutscher Schauspieler (* 1915)
- 18. Oktober: Phyllis Calvert, britische Schauspielerin (* 1915)
- 19. Oktober: John Meredyth Lucas, US-amerikanischer Drehbuchautor und Regisseur (* 1919)
- 20. Oktober: Bernard Fresson, französischer Schauspieler (* 1931)
- 23. Oktober: Marianne Hoppe, deutsche Schauspielerin (* 1909)
- 23. Oktober: Adolph Green, US-amerikanischer Drehbuchautor (* 1914)
- 23. Oktober: Nathan Juran, US-amerikanischer Szenenbildner (* 1907)
- 23. Oktober: Beulah Quo, US-amerikanische Schauspielerin (* 1923)
- 24. Oktober: Fee von Reichlin, deutsche Schauspielerin (* 1912)
- 25. Oktober: Richard Harris, britischer Schauspieler (* 1930)
- 27. Oktober: André De Toth, US-amerikanischer Regisseur (* 1913)
- 28. Oktober: Margaret Booth, US-amerikanische Filmeditorin (* 1898)
- 28. Oktober: Lawrence Dobkin, US-amerikanischer Schauspieler (* 1919)
- 30. Oktober: Juan Antonio Bardem, spanischer Regisseur und Drehbuchautor (* 1922)
- 30. Oktober: Lee H. Katzin, US-amerikanischer Regisseur (* 1935)
- 31. Oktober: Raf Vallone, italienischer Schauspieler (* 1916)

November
- 01. November: Käte Jaenicke, deutsche Schauspielerin (* 1923)
- 02. November: Lo Lieh, chinesischer Schauspieler (* 1939)
- 04. November: Antonio Margheriti, italienischer Regisseur (* 1930)
- 04. November: Jerry Sohl, US-amerikanischer Drehbuchautor (* 1913)
- 07. November: Hilary J. Bader, US-amerikanische Drehbuchautorin (* 1952)
- 09. November: Merlin Santana, US-amerikanischer Schauspieler (* 1976)
- 10. November: Michel Boisrond, französischer Schauspieler (* 1921)
- 14. November: Eddie Bracken, US-amerikanischer Schauspieler (* 1915)
- 18. November: James Coburn, US-amerikanischer Schauspieler (* 1928)
- 22. November: Adele Jergens, US-amerikanische Schauspielerin (* 1917)
- 25. November: Karel Reisz, tschechisch-britischer Regisseur (* 1926)
- 27. November: Wolfgang Preiss, deutscher Schauspieler (* 1910)
- 29. November: Daniel Gélin, französischer Schauspieler (* 1921)

Dezember
- 02. Dezember: Mehmet Emin Toprak, türkischer Schauspieler (* 1974)
- 03. Dezember: Klaus Löwitsch, deutscher Schauspieler (* 1936)
- 06. Dezember: Marcel Cravenne, französischer Regisseur (* 1908)
- 10. Dezember: Ian MacNaughton, britischer Regisseur (* 1925)
- 11. Dezember: Kay Rose, US-amerikanische Tontechnikerin (* 1922)
- 12. Dezember: Brad Dexter, US-amerikanischer Schauspieler (* 1917)
- 22. Dezember: Kenneth Tobey, US-amerikanischer Schauspieler (* 1917)
- 30. Dezember: Mary Brian, US-amerikanische Schauspielerin (* 1906)